# Glenn Meldrum
Glenn Meldrum, född 8 oktober 1986 i Melbourne, är en australisk skådespelare. Meldrum har bland annat spelat Phil Marsten i serien Stallkompisar.